# Spathius agrili
Espèce
Spathius agrili est une espèce nord-asiatique d'hyménoptères de la famille des Braconidae.

## Écologie
Spathius agrili est un parasitoïde de l'agrile du frêne (Agrilus planipennis), coléoptère originaire d'Asie et de Russie orientale. Comme l'indique son nom vernaculaire, l'insecte réalise son cycle vital sur le frêne. L'agrile du frêne est une espèce envahissante qui détruit des dizaines de millions de frênes dans son aire de répartition après son introduction en Amérique du Nord. Dans le cadre de la campagne contre l'agrile du frêne, des scientifiques américains, en collaboration avec l'Académie chinoise de sylviculture, commencent à rechercher en 2003 ses ennemis naturels à l'état sauvage, ce qui conduit à la découverte de plusieurs espèces de guêpes parasitoïdes, dont Spathius agrili. Spathius agrili est découvert à Tianjin, en Chine, où il est un parasitoïde répandu de larves de l'agrile du frêne. Le coléoptère s'attaque au frêne asiatique Fraxinus mandschurica qui fut introduit en Amérique comme plante ornementale. Il s'attaque ensuite aux frênes américains Fraxinus pennsylvanica et Fraxinus velutina. On a signalé que S. agrili attaque et tue jusqu'à 90% des larves d'agrile du frêne.
Cette guêpe est un ectoparasitoïde grégaire, ce qui signifie qu'elle pond plusieurs œufs à la surface de son hôte et que la larve se nourrit à l'extérieur. Le cycle de vie de Spathius agrili est synchronisé avec celui de ses préférés : l'émergence de guêpes adultes a lieu lorsque des larves de l'agrile du frêne aux troisième et quatrième stades sont disponibles. Les guêpes femelles pondent à travers l'écorce des arbres, paralysent la larve hôte et pondent une couvée d'œufs sur le tégument. Les œufs éclosent et les larves de guêpes se nourrissent de l'hôte paralysé. Lorsque les larves arrivent à maturité, elles font tourner un cocon et se nymphosent dans la galerie hôte. Les Spathius passent l'hiver sous forme de pupes dans leurs cocons sous l'écorce des frênes et émergent à l'âge adulte.
Spathius agrili et deux autres espèces de guêpes parasitoïdes (Tetrastichus planipennisi et Oobius agrili) ont été introduites et relâchées aux États-Unis en tant qu'agents de lutte biologique contre l'agrile du frêne. Cependant, parmi les trois, Tetrastichus planipennisi est le plus efficace pour parasiter l'agrile du frêne et établir des populations autosuffisantes.
Des recherches détaillées ont été menées sur les guêpes avant l'approbation de leur libération en tant qu'agents de lutte biologique. Des méthodes de laboratoire ont été développées pour l'élevage continu de cette espèce et d'autres espèces de guêpes parasitoïdes de l'agrile du frêne. Des tests approfondis de la spécificité de ces parasitoïdes sur les coléoptères indigènes et autres insectes ont été effectués. Des essais en laboratoire sur des larves d'insectes larvaires en provenance de Chine et d'Amérique du Nord ont montré qu'ils étaient capables d'attaquer d'autres espèces d’Agrilus, bien que le succès du parasitisme ait été significativement plus faible chez des espèces autres que l'agrile du frêne. Spathius agrili n'a été attiré que par certaines espèces de Fraxinus et par Salix babylonica. En milieu naturel, il est peu probable que Spathius agrili rencontre et parasite des larves non ciblées, car il ne recherche pas d'autres espèces d'arbres. Ceci, en plus d'autres tests de spécificité de l'hôte, a conduit à l'approbation de la guêpe pour des rejets contrôlés dans des sites d'étude spécifiques aux États-Unis pour de plus amples recherches.

## Publication originale
- (en) Zhong-Qi Yang, John S. Strazanac, Paul M. Marsh, Cornelis van Achterberg et Won-young Choi, « First Recorded Parasitoid from China of Agrilus planipennis: A New Species of Spathius (Hymenoptera: Braconidae: Doryctinae) », Annals of the Entomological Society of America, College Park, Société d'entomologie d'Amérique et OUP, vol. 98, no 5,‎ 1er septembre 2005, p. 636–642 (ISSN 0013-8746 et 1938-2901, OCLC 1145791, lire en ligne).